# 羊霜肠
羊霜肠，又名羊双肠，是中国北京市的一道特色小吃，由羊血和羊肠制成。

## 词源
由于羊霜肠的肠子是白色的，外面又挂了薄薄的一层网油，看起来很像结了一层霜，因此被称为“羊霜肠”。

## 历史
羊霜肠和唐朝一种名为“热洛河”的小吃有相似之处。“热洛河”做法大致为将鹿血灌入鹿肠内凝固后，下入油锅内加入葱、姜、花椒等煎熟后食用。羊霜肠可以看作由“热洛河”演变而来。
羊霜肠虽然以羊为原料，但不是清真菜，因为回教禁止食用动物血液。这道小吃在20世纪80年代仍能见到，但目前已绝迹。

## 制作
羊霜肠的制作方法较为独特：将羊血过滤后，加入适量淀粉，再灌入羊肠内。还可以灌入一些羊脑，这样的羊霜肠称为“带脑儿的”。然后，将灌好的肠放在锅内加葱、姜、花椒、大料煮。出售时切成小片，浇上汤，配以芝麻酱、香菜等调料食用。